# Dobra Nadia, Jovtnevîi
Dobra Nadia (în ucraineană Добра Надія) este localitatea de reședință a comunei Dobra Nadia din raionul Jovtnevîi, regiunea Mîkolaiiv, Ucraina.

## Demografie
Componența lingvistică a localității Dobra Nadia
     Ucraineană (65,38%)
     Rusă (23,08%)
     Bulgară (3,85%)
     Belarusă (1,92%)
Conform recensământului din 2001, majoritatea populației localității Dobra Nadia era vorbitoare de ucraineană (65,38%), existând în minoritate și vorbitori de rusă (23,08%), armeană (5,77%), bulgară (3,85%) și belarusă (1,92%).